# 5601-es mellékút (Magyarország)
Az 5601-es mellékút egy közel 10 kilométeres hosszúságú, négy számjegyű mellékút Tolna vármegye délkeleti részén; Szálka község számára biztosít közúti összeköttetést a szomszédos településekkel, úgy keleti, mint nyugati irányban is.

## Nyomvonala
Szekszárd, Őcsény és Decs hármas határpontján ágazik ki az 56-os főútból, annak majdnem pontosan a tizedik kilométerénél, északnyugat felé. Őcsényt ennél jobban nem is érinti, mintegy 200 méteren át Decs és Szekszárd határát kíséri, majd teljesen a megyeszékhely területére lép. Igencsak kanyargós útvonala 1,2 kilométer után visszatér Decs határai közé, majd Alsónána lakatlan külterületei közt folytatódik.
3,5 kilométer megtétele után Szálka határai közé ér, e község lakott részeit nagyjából egy kilométerrel arrébb éri el, ott délnyugat felé húzódva. A belterületen a Kossuth Lajos utca nevet viseli, a falu déli részében pedig kiágazik belőle északi irányban az 56 101-es számú mellékút, mely a település északnyugati részéig vezet.
Alighogy elhagyja az út az előbbi kereszteződést, eléri a Szálkai-víztározó térségét, onnantól hosszabb szakaszon a tórendszer északi részén húzódik, miközben északi oldalát még a település belterületéhez tartozó részek kísérik. 8,4 kilométer után átlép Mőcsény területére, és kevéssel ezt követően véget is ér, beletorkollva az 5603-as útba, annak a 12+900-as kilométerszelvénye közelében.
Teljes hossza, az országos közutak térképes nyilvántartását szolgáló kira.gov.hu adatbázisa szerint 9,827 kilométer.

## Települések az út mentén
- (Őcsény)
- (Decs)
- (Szekszárd)
- (Alsónána)
- Szálka
- (Mőcsény)